# Círculo cartesiano
Círculo cartesiano faz referência ao argumento falacioso no que, a julgamento de seus críticos, teria incorrido em seus Meditações metafísicas o filósofo René Descartes ao tentar demonstrar a veracidade e validade das "ideias claras e distintas".
A falacia foi denunciada primeiramente pelo jansenista Antoine Arnauld (quem não obstante, acabou por considerar-se cartesiano), depois pelo autor (ou autores) das Segundas Objeções às Meditações metafísicas e pelo adversário do cartesianismo Pierre Gassendi.

## Objeções
A objeção mais famosa encontra-se nas Instâncias de Gassendi. A julgamento de Gassendi, Descartes diz que a ideia de Deus é o que justifica a veracidade de todas as ideias claras e distintas. Mas, por outro lado, afirma que esta mesma ideia de Deus também é uma ideia clara, pelo que se tem de justificar a si mesma para depois justificar a veracidade das demais ideias incorrendo assim numa petição de princípio, num argumento circular que dá nome a esta falácia.
A crítica de Arnauld ao círculo cartesiano pode encontrar-se nas Quartas Objeções das Meditações metafísicas de Descartes bem como a resposta que Descartes dá a tal objeção. Em breves palavras, Arnauld diz que é Deus quem, para Descartes, garante a verdade das ideias claras e distintas e ao mesmo tempo é a clara e diferente percepção da ideia de Deus a que nos assegura sua existência, sobre a base da qual garantimos a veracidade de todas as ideias claras e distintas, incluída a ideia de Deus.
No fundo, o chamado Círculo cartesiano é uma variante (fundamentada na ideia de infinito) da famosa prova ontológica, sobre a existência de Deus, proposta por Anselmo de Cantuária e considerada também falaciosa por um grande número de filósofos.
Bernard Williams apresenta a defesa da memória da seguinte forma: "[…] Quando se está realmente intuindo uma dada proposição, nenhuma dúvida pode ser cogitada. Assim, qualquer dúvida que puder haver deve ser cogitada quando não se está intuindo a proposição" Ele continua a argumentar (p 206).: "O problema com o sistema de Descartes não é que é circular, nem que existe uma relação ilegítima entre as provas de Deus e as percepções claras e distintas […] O problema é que as provas de Deus são inválidas e não convencem, mesmo quando elas estão supostamente a sendo intuídas". (p. 210)
Como Andrea Christofidou explica:
A defesa mais interessante de Descartes contra a acusação de argumento circular é desenvolvida por Harry Frankfurt em seu livro Demônios, Sonhadores, e Loucos: A defesa da Razão em Meditações de Descartes (Bobbs-Merrill, 1970; reimpresso pela Princeton University Press, 2007). Frankfurt sugere que os argumentos de Descartes para a existência de Deus, e para a confiabilidade da razão, não se destinam a provar que suas conclusões são absolutamente verdadeiras, mas para mostrar que a razão pode ser obrigada a aceitá-los, mesmo em face de argumentos céticos radicais. Na verdade, de acordo com Frankfurt, a validação da razão é realizada pela rejeição da hipótese cética principal, que é a primeiro conclusão real (embora negativa) do argumento, enquanto a proposição sobre a existência de Deus é um passo meramente preparatória. É preciso reconhecer que, uma vez chegado à conclusão real do argumento, o método cartesiano proibiria o cético a responder que talvez a prova cartesiana foi sugerida ao praticante pelo próprio gênio do mal, em primeiro lugar (acusando assim Descartes de circularidade viciosa). Esta acusação falha, uma vez que exige a existência do gênio do mal 'para ainda ser considerada (pelo menos) uma possibilidade - uma ideia que, precisamente, após a expandida "prova de Deus", o pensador tenha adquirido uma razão específica para rejeitar.
No entanto, de acordo com Frankfurt a prova pressupõe a validade do princípio de não-contradição, uma vez que de outra forma um argumento que leva à conclusão (provisória) de que existe um Deus benevolente, não forçaria Descartes a rejeitar a possível existência do demônio. Assim, a prova pode, afinal, levantar a questão contra uma espécie de ceticismo radical o suficiente para colocar em dúvida o princípio da não-contradição.
Além disso, de acordo com o Descartes de Frankfurt, o pensador se sente forçado a aceitar sua conclusão apenas por causa da evidência do argumento de apoio, enquanto o próprio Frankfurt começara por explicar que a dúvida radical pretende ser uma crítica de evidências como critério da verdade (mesmo verdade subjetiva). Como Frankfurt apontou, parece difícil negar que a proposição geral "declarações evidentes podem ser falsas ou enganosas" pode ser pensada sem obstáculos, e que Descartes parece ter tolerado esse tipo de dúvida. Quando perto do final do Primeira Meditação ele escreveu:
| “ | […] como eu às vezes penso que os outros estão em erro no fato de acreditarem que eles próprios possuem um conhecimento perfeito. Como eu sei que não sou enganado também cada vez que eu somar dois e três, ou o número de lados de um quadrado, ou formar um juízo ainda mais simples, se mais simples pode ser imaginado? | ” |

### Comentários e estudos críticos
- Gilson, Etienne (1925). Gilson, Etienne (1925). Descartes. Discours de la méthode. Texte et commentaire. Paris: Librairie Philosophique J. Vrin
- Doney, Willis (1955). Doney, Willis (1955). «The Cartesian Cilcle». Journal of the Hitory of Ideas. 16 (3): 324-338

{{-fim}